# ئی‌ام‌دی جی‌پی۳۸ای‌سی
ئی‌ام‌دی جی‌پی۳۸ای‌سی (انگلیسی: EMD GP38AC) یک لوکوموتیو دیزلی ساخت شرکت جنرال موتورز الکترو-موتیو دیویژن است
این لوکوموتیو که مابین سال‌های ۱۹۷۰ تا ۱۹۷۱ ساخته می‌شده براساس ریل استاندارد تولید میشده است.